# Action Hunter
Action Hunter (Originaltitel chinesisch 飛龍猛將 / 飞龙猛将, Pinyin Fēi lóng měng jiāng, Jyutping Fei1lung4 maang5zoeng3, kantonesisch Fei lung maang jeung, internationaler Titel englisch Dragons Forever, Three Brothers, Cyclone Z) ist ein 1988 in Hongkong gedrehter Action- und Martial-Arts-Film mit Jackie Chan in der Hauptrolle. Regie führte Sammo Hung.

## Handlung
Der Anwalt Jackie Lung vertritt gerichtlich eine Chemiefirma. Diese vergiftet langsam die Umwelt. Um die Bürger im Zaum halten zu können, heuert Lung seine Freunde, den Waffenhändler Wang und den Technikexperten Timothy an. Als sich Lung dann jedoch in die Zeugin des Skandals verliebt und er außerdem herausbekommt, dass seine Auftraggeber eigentlich mit Drogen handeln, wechselt er die Seite. Es kommt zum großen Finale in der Drogenfabrik, wo die drei Freunde zusammen den Gangstern das Handwerk legen.

## Kritik
„Die schwungvolle Gangsterfilm-Parodie veralbert die Sprach- und Bildklischees der Gattung, indem sie sie beharrlich aufeinandertürmt und die Banalität der Bilder durch ebenso banale Dialoge noch herausstellt. Perfekt gemachte, witzige Unterhaltung.“

## Auszeichnungen
- Hongkong Film Awards 1989: Nominierung in der Kategorie „Beste Action-Choreographie“.